# Van Zant
Van Zant je američki glazbeni sastav koji čine Donnie Van Zant i Johnny Van Zant, inače braća Ronnija Van Zanta, nekadašnjeg pjevača sastava Lynyrd Skynyrd. Iako zbog članstva u drugim sastavima nisu imali kontinuirano djelovanje (Johnny kao pjevač Lynyrd Skynrda, a Donnie kao gitarist i pjevač sastava 38 Special), snimili su pet studijskih albuma, od kojih su prva dva obilježena zvukom southern rocka, a sljedeća tri zvukom countryja. Komercijalno značajniji uspjeh zabilježio je jedino album Get Right with the Man.

## Studijski albumi
- Van Zant (1985.)
- Brother to Brother (1998.)
- Van Zant II (2001.)
- Get Right with the Man (2005.)
- My Kind of Country (2007.)
- Always Look Up (2024.)

## Vanjske poveznice
- Službene stranice sastava